# Campylomyza aborigena
Campylomyza aborigena är en tvåvingeart som beskrevs av Boris Mamaev 1998. Campylomyza aborigena ingår i släktet Campylomyza och familjen gallmyggor. Inga underarter finns listade i Catalogue of Life.